# Ernst Friedrich Bouchholtz
Ernst Friedrich Bouchholtz (* 28. März 1718 in Riessen, heute Steyerberg; † 23. Januar 1790) war ein deutscher Jurist, Autor und mecklenburgischer Diplomat.

## Leben
Ernst Friedrich Bouchholtz studierte ab 1738 Rechtswissenschaften an der Universität Jena. Als Hofmeister kam er nach Mecklenburg, wo er sich 1746 als Advokat in Wismar niederließ, aber schon im Folgejahr nach Schwerin übersiedelte. Bouchholtz wurde 1750 an der Universität Rostock zum Doktor beider Rechte promoviert. 1767 wurde er zum mecklenburgischen Hofrat ernannt und war mecklenburgischer Regierungsbeamter. Als solcher vertrat er Mecklenburg beim Frieden von Teschen (1779) und erreichte bei diesem Friedensschluss für die Herzöge zu Mecklenburg das Privilegium de non appellando.
Nach ihm als Eigentümer ist die Bouchholtzsche Handschrift benannt. Sie besteht aus zehn historisch-chronistischen Texten dreier anonymer Autoren. Der Siebente von ihnen ist eine in Niederdeutsch verfasste Rostocker Chronik, die der Rostocker Chronik von 1529–1583 des Dietrich vam Lohe entspricht. Sie ist mit hochdeutschen Anmerkungen von Vicke Schorler versehen, der die Chronik auch zeitlich fortsetzte.
Der schriftliche Nachlass von Bouchholtz befindet sich im Landeshauptarchiv Schwerin.

## Schriften
- Ueber die Ansprüche des Hauses Mecklenburg an die Grafschaft Leuchtenberg